# Callibia pictipennis
Callibia pictipennis es una especie de mantis del género Callibia, de la familia Acanthopidae. Especie definida por Serville en 1839. 